# Миддендорф, Эрнст Александрович
Эрнст Алекса́ндрович фон Миддендо́рф (нем. Ernst von Middendorff; 10 [22] января 1851, Санкт-Петербург — 6 [19] апреля 1916, Юрьев (ныне Тарту)) — российский естествоиспытатель, орнитолог и путешественник немецкого происхождения, агроном

, сын академика А. Ф. Миддендорфа, член Русского орнитологического комитета.

## Биография и научная деятельность
Родился 10 января 1851 года в Санкт-Петербурге, в семье российского учёного Александра Миддендорфа. В 1875-м окончил Дерптский университет со степенью кандидата экономических наук. Летом 1870 года сопровождал своего отца во время его экспедиции на Новую Землю, в Лапландию, Норвегию и Исландию. По окончании университета служил по выборам дворянства в Лифляндской губернии. В то же время, постоянно проживая в имении Хелленурм, занимался агрономией, проводил научные исследования, совершал неоднократные поездки с научными целями в разные районы Прибалтики, а также за её пределы. Прежде всего учёного интересовали геология, ботаника и орнитология. Он собрал уникальную, крупнейшую в Эстонии коллекцию чучел птиц — более четырёх тысяч экземпляров; ныне она хранится в Зоологическом музее РАН в Санкт-Петербурге и, частично, в зоологических музеях Берлина (Германия) и Тарту (Эстония).
Эрнст Миддендорф стал инициатором организации орнитологических наблюдений в Эстонии и Латвии. В России такая сеть впервые была организована в середине XIX века его отцом —  А. Ф. Миддендорфом.  Эрнст продолжил дело отца, долгое время руководил сетью наблюдателей в Эстонии (Вероманн, 1967). Впоследствии эти наблюдатели влились в сеть корреспондентов, организованную Д. Н. Кайгородовым.
С 1879 года Э. А. Миддендорф действительный член Дерптского (Юрьевского) общества естествоиспытателей (с 1889-го — пожизненный член). С 1855 года он член Постоянного международного орнитологического комитета, в 1891-м — вице-президент 2-го международного орнитологического конгресса в Будапеште, в 1893—1895 гг. — президент Лифляндского общества любителей охоты.